# Nikolaj Dmitrievič Kondrat'ev
Nikolaj Dmitrievič Kondrat'ev in russo Николай Дмитриевич Кондратьев? (Vičuga, 4 marzo 1892 – Kommunarka, 17 settembre 1938) è stato un economista sovietico, conosciuto per la teoria del ciclo economico nota come onde di Kondratiev e sostenitore della Nuova politica economica (NEP).
La teoria di Kondrat'ev secondo cui le economie capitaliste occidentali hanno cicli di boom a lungo termine (da 50 a 60 anni) seguiti da depressione ha ottenuto il riconoscimento all'interno e all'esterno dell'Unione Sovietica. Kondrat'ev fu condannato e imprigionato nel 1930, ma continuò a lavorare fino alla sua esecuzione durante la Grande Purga del 1938. Alcuni dei suoi lavori sono stati pubblicati, per la prima volta, postumi.

## Biografia
Nikolaj Kondrat'ev nacque il 4 marzo 1892 in una famiglia di contadini di origine komi. Originario della provincia di Kostroma, a poca distanza da Mosca in direzione Nord-Est, frequentò prima della rivoluzione russa del 1917 l'Università di San Pietroburgo, allievo di Michail Tugan-Baranovskij e Aleksandr Sergeevič Lappo. Membro del Partito Socialista-Rivoluzionario, le sue prime occupazioni furono nel campo dell'economia agraria e della statistica, come dimostra la sua nomina a Ministro dell'Approvvigionamento il 5 ottobre 1917, nell'ultimo breve governo di Aleksandr Kerenskij.
Membro del Partito Socialista Rivoluzionario, il suo primo lavoro professionale fu nel campo dell'economia e della statistica agraria e del problema dell'approvvigionamento alimentare. Il 5 ottobre 1917, all'età di 25 anni, fu nominato viceministro dell'approvvigionamento dell'ultimo governo di Aleksandr Kerenskij, che durò solo pochi giorni. Dopo la rivoluzione del 1917 si dedicò all'attività di ricerca. Nel 1919 gli fu assegnato un posto da insegnante nell'Accademia di Agricoltura di Pietro il Grande, e nell'ottobre 1920 fondò a Mosca l'Istituto di Congiuntura, riuscendo in pochi anni a renderlo una rispettata istituzione, forte della presenza di cinquantuno ricercatori.
Tra il 1923 e il 1925 lavorò a un piano quinquennale per lo sviluppo dell'agricoltura sovietica. Nel 1924, dopo aver pubblicato il suo primo libro, che presentava la prima versione provvisoria della sua teoria sui cicli lunghi, Kondrat'ev viaggiò nel Regno Unito, Germania, Canada e Stati Uniti d'America e visitò diverse università prima di tornare in URSS. Per dimostrare che le economie capitaliste erano soggette a depressioni e recuperi spontanei e ricorrenti, Kondrat'ev fece un'ampia analisi dei prezzi dei beni nelle economie tedesca, britannica e francese. Tra i prezzi studiati c'erano le materie prime e i prodotti di produzione, i tassi di interesse, il commercio estero, i salari e i depositi bancari.

### Le onde di Kondrat'ev
La teoria del ciclo economico di Kondrat'ev sosteneva che ci fossero lunghi cicli di circa cinquant'anni. All'inizio del ciclo, le economie producono beni strumentali ad alto costo e investimenti infrastrutturali, creando nuova occupazione, reddito e domanda di beni di consumo. Tuttavia, dopo alcuni decenni il rendimento atteso sugli investimenti scende al di sotto del tasso di interesse e le persone si rifiutano di investire, anche se l'eccesso di capacità nei beni strumentali dà luogo a licenziamenti di massa, riducendo la domanda di beni di consumo. La disoccupazione e una lunga crisi economica si susseguono mentre le economie si contraggono. Le persone e le imprese risparmiano le loro risorse fino a quando la fiducia non inizia a tornare e c'è una ripresa in un nuovo periodo di formazione del capitale, di solito caratterizzato da investimenti su larga scala in nuove tecnologie.
Joseph Schumpeter attribuì i fondamenti della teoria delle onde lunghe a Nikolai Kondrat'ev. Ha coniato il termine "Kondratiev Waves" (onde K) in segno di rispetto per Nikolai Kondrat'ev.
Sostenitore e teorico della Nuova politica economica, appoggiata da Vladimir Lenin, Kondratiev fu influente con i suoi scritti sull'agricoltura e sulla metodologia di pianificazione. Influenzato dai suoi viaggi all'estero, sostenne una strategia di industrializzazione guidata dal mercato che enfatizzava l'esportazione di prodotti agricoli per pagare l'industrializzazione, seguendo la teoria economica ricardiana del vantaggio comparativo. Propose un piano per l'agricoltura e la silvicoltura dal 1924 al 1928. Tuttavia, dopo la morte di Lenin nel 1924, Joseph Stalin, che favoriva il completo controllo governativo dell'economia, prese il controllo del Partito Comunista. L'influenza di Kondrat'ev scemò rapidamente, in particolare quando la NEP fu accantonata, intorno al 1927.
Nel 1928 Kondrat'ev fu rimosso dall'incarico di direttore dell'Istituto di Congiuntura, e nel luglio del 1930 venne arrestato con l'accusa di far parte del "Partito Laburista dei Contadini" (presumibilmente un partito inesistente inventato dall'NKVD). Condannato come kulak-professore a otto anni di prigione, scontò la sua pena a Suzdal', presso Mosca, a partire dal febbraio 1932. Malgrado il peggioramento delle sue condizioni di salute, Kondrat'ev continuò le sue ricerche e decise di preparare altri cinque libri, come scritto in una lettera alla moglie. 
La sua ultima lettera fu spedita alla figlia, Elena Kondrat'eva, il 31 agosto 1938. Il 17 settembre dello stesso anno, durante la Grande Purga, fu sottoposto a un secondo processo e fu condannato a dieci anni senza la possibilità di intrattenere corrispondenza con il mondo esterno. Kondrat'ev fu tuttavia fucilato il giorno stesso, all'età di 46 anni.

### La sua riscoperta
Negli anni '70, il crescente interesse per i cicli economici portò alla riscoperta del lavoro di Kondrat'ev, inclusa la prima pubblicazione completa in inglese del suo articolo fondamentale The Long Waves in Economic Life sulla rivista Review (Fernand Braudel Center) nel 1979 (l'articolo fu originariamente pubblicato su una rivista tedesca nel 1926 e una traduzione parziale in inglese apparve sulla rivista The Review of Economic Statistics nel 1935).
Questa riscoperta di Kondratiev nel mondo accademico anglofono portò le sue teorie ad essere estese per la prima volta al di là dell'economia poiché, ad esempio, politologi come Joshua Goldstein e geografi come Brian Berry estesero il concetto di onde lunghe di Kondrat'ev nei loro campi.
Tuttavia, la teoria di Kondrat'ev rimane controversa a causa, tra le altre questioni, delle sue idee sul carattere periodico della sostituzione dei beni capitali di base e sulla possibilità empirica di coincidenza nell'identificare le onde lunghe (cioè che le onde lunghe sono semplicemente un epifenomeno). Gli economisti non sono d'accordo sulla lunghezza dei cicli e sui loro punti di inizio o di fine.
Nel 1987, le autorità sovietiche riabilitarono ufficialmente Kondrat'ev. Nel 1992, in occasione del centenario della sua nascita, è stata fondata la Fondazione Internazionale N.A. Kondrat'ev per mano degli accademici russi, Elena Kondratieva e dell'economista italiano Giancarlo Pallavicini, all'epoca primo consigliere occidentale del governo russo per la riforma dell'economia, nominato vicepresidente, insieme a Yurji Jacovetz, e Leonid Abalkin presidente.